# Мексиканска остроглава змия
Мексиканските остроглави змии (Oxybelis aeneus) са вид влечуги от семейство Смокообразни (Colubridae).
Разпространени са в Централна Америка и северната част на Южна Америка.
Таксонът е описан за пръв път от Йохан Георг Ваглер през 1824 година.